# Sjoerd Zeldenthuis
Sjoerd Zeldenthuis (Joure, 8 juli 1909 – Sneek, 10 april 1984) was een kortebaanschaatser.

## Loopbaan
Sjoerd Zeldenthuis werd in Kampen Nederlands Kampioen kortebaan in 1940. Bovendien werd hij tweemaal Fries kortebaankampioen, in 1938 en 1946. Hij bleef tot op hoge leeftijd meedoen aan kortebaanwedstrijden 'om prijs en premie'.
Zeldenthuis werkte op het bedrijf van zijn vader, een planten- en bloemenkwekerij in Joure.
Sjoerd was gehuwd en had zes kinderen. Hij stierf in het Sint Anthoniusziekenhuis in Sneek op 74-jarige leeftijd.
| Jaar | Plaats | Kampioenschap |
| ---- | ------ | ------------- |
| 1938 | Goud   | FK Kortebaan  |
| 1940 | Goud   | NK Kortebaan  |
| 1946 | Goud   | FK Kortebaan  |